# Gaston Waringhien

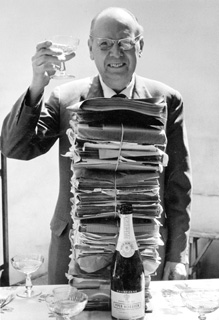
Gaston Waringhien

Gaston Waringhien (* 20. Juli 1901 in Lille; † 20. Dezember 1991) war ein französischer Sprachwissenschaftler (Agrégé) und Religionshistoriker. 
In der Esperanto-Sprachgemeinschaft ist er bekannt als der Mitautor der maßgeblichen Esperanto-Grammatik und als Initiator des wichtigsten einsprachigen Wörterbuchs auf Esperanto, des Plena Ilustrita Vortaro. 1948 gab er die Briefe des Sprachgründers Ludwik Lejzer Zamenhof kommentiert heraus. Außerdem schrieb er eine Vielzahl von Artikeln und Essays zur Literatur und Geschichte dieser Sprache.

## Werke
- Parnasa gvidlibro (mit Kálmán Kalocsay), 1932
- Plena (analiza) gramatiko (mit Kálmán Kalocsay), 1935, 1938, 1981
- Leteroj de L.L.Zamenhof (Herausgeber), 1948
- Lingvo kaj vivo (Essays), 2. Auflage 1989 (1959)